# ズヴォレン - ヴルートキ線
ズヴォレン - ヴルートキ線（ズヴォレン - ヴルートキせん、スロバキア語:Železničná trať Zvolen – Vrútky）は、スロバキア国鉄の鉄道線の名称である。路線番号は170。
1872年、ヴルートキ～ヂヴャキ間が開業し、171号線経由でブダペスト～ジリナの路線が開通した。1873年、ズヴォレン～バンスカー・ビストリツァ間が開業した。残りの区間は1940年に開業し、現在のルート、バンスカー・ビストリツァ経由で全線が開通した。

## 運行形態

### 超特急「エクスプレス(Ex)」
- タトラン号：　マルチン → ヴルートキ → ブラチスラヴァ
早朝に、一日片道2本のみの運行。ヴルートキ以北は180号線に直通する。
2023年度に運行を開始した。

- 過去の運行系統
  - ウルピーン号：　バンスカー・ビストリツァ → ズヴォレン → ブラチスラヴァ
2020年以前に、「フロン」号として、平日のみ片道1本のみ運行していた。ズヴォレン以南は150号線に直通していた。ビストリツァ - ズヴォレン間ノンストップであった。
2021年度は、「ウルピーン」号に改称して、運行を継続していた。
2021年末に運行休止。

### 特急「リーフリク(R)」
下記2系統に分かれる。両者は原則、バンスカー・ビストリツァで接続する。
- ウルピーン号：　ブラチスラヴァ - ズヴォレン - バンスカー・ビストリツァ
2時間に1本の運行。ズヴォレン以南は150号線に直通する。朝の南行1便のみ各駅に停車する。
過去の運行形態
2015年以前は、一日1往復（日曜日はビストリツァ行のみ3本）しか運行していなかった。全列車、スリャチからビストリツァ町までノンストップであった。
2015年末に、2時間に1本運行となった。ただし日曜日の南行2本のみ、区間リーフリク(RR)の種別となった。
2017年末に、4時間に1本の本数に削減された。
2020年冬・春・夏に限り、区間リーフリク(RR)は片道1本のみとなった。
2021年末に、再び2時間に1本の運行となった。朝の北行1便に限りヴルカノヴァーへの停車を開始し、この列車のみ愛称が「テコウ」であった。区間リーフリク(RR)は、金曜日の北行と日曜日の南行、片道1本ずつの運行となった。
2023年度より、種別がリーフリク(R)に、列車愛称が「ウルピーン」に統一された。
2024年度より、北行の列車が全てヴルカノヴァー通過になった一方、朝の南行1便が各駅停車となった。

- ファトラン号：　ズヴォレン - バンスカー・ビストリツァ - ヴルートキ
2時間に1本の運行。
過去の運行形態
2015年以前は、大部分がジリナ - ズヴォレン(一部ブラチスラヴァ)間の運行で、ズリーフレニー・ヴラク(Zr)として運行されていた。他に、うち2往復はプラハ - ズヴォレン - ブラチスラヴァ間の運行で、特急エクスプレス(Ex)（ズヴォレン以南はリーフリク(R)）として運行していた。ヴルートキ以北は180号線に直通していた。ホルナー・シトゥブニャ駅にも停車していた。
2016年度は、レギオナルエクスプレス(REX)として運行していた他、一日1往復のプラハ直通列車を除きジリナ止まりの運行であった。南側は、一日1往復を除いてバンスカー・ビストリツァ以北のみの運行であった。ビストリツァでレヴィツェ方面へのウルピーン号に接続していた。
2016年末に、半数がジリナ以北オストラヴァに直通する様になった。
2017年末に、半数がビストリツァ以南ズヴォレンまで直通する様になった。
2021年末に、ヴルートキ以北の運行をとりやめた他、ズヴォレンへの直通も一日1往復に削減された。
2023年度より、再び全列車がズヴォレンへの直通を再開した。また、ホルナー・シトゥブニャ通過となった。

### 快速「レギオナルエクスプレス(REX)」
2023年以降運行していない。
- 過去の運行系統
  - ムリンキ - バンスカー・ビストリツァ - ズヴォレン　【夏季の土曜・休日運行】
2022年度に、季節限定で、一日1往復運行していた。ビストリツァ以北は172号線に直通していた。停車駅は特急と同じであった。
  - バンスカー・ビストリツァ - ズヴォレン
2022年度に限り、2時間に1本の運行していた。休日は4時間間隔が空くこともあった。ヴェリカー・ルーカ、フロンセク、ラドヴァニを除く各駅に停車していた。
2023年度に、特急ファトラン号のズヴォレン延伸に伴い休止。

### 普通
区間毎に運転系統が分かれる。なお、ホルナー・シトゥブニャ村 - バンスカー・ビストリツァ間には運行されていない。
- チャッツァ - ヴルートキ - マルチン
平日は一日5往復、休日は2時間に1本の運行。
2022年度以前は、平日の北行一日1本のみ運行していた。

- ヴルートキ - トゥルチャンスケ・テプリツェ - ホルナー・シトゥブニャ
2時間に1本の運行。多くは、ヴルートキで180号線ジリナ・プラハ方面特急に接続する。また、トゥルチャンスケ・テプリツェ以南は171号線に直通する。
2022年度以前は1-2時間に1本運行していた。かつては全列車がプリェコパに停車していたが、2024年の途中より、プリェコパ通過の列車が設定された。

- ヴルートキ - ホルナー・シトゥブニャ村　【平日運行】
平日限定で、一日5往復の運行。
2023年度に運行を開始した。

- バンスカー・ビストリツァ - ズヴォレン
1〜2時間に1本の運行。
2021年度以前は、一部がヴェリカー・ルーカを通過していた。

### 過去の運行種別
- 超特急「レギオジェット(RJ)」、「ユーロシティ(EC)」
2017年以前に、一日1往復、プラハ - ヴルートキ - ズヴォレン間に運行していた。ヴルートキ以北は180号線に直通していた。停車駅は特急とほぼ同じだが、ホルナー・シトゥブニャは通過していた。2016,17年度はレギオジェット(RJ)として運行していたが、2015年以前はマルチン以北のみの運行で、またユーロシティ(EC)として運行していた。
- 快速「ズリーフレニー・ヴラク(Zr)」
全線に渡って2時間に1本運行していたが、2015年12月、種別名がレギオナルエクスプレス(REX)に変更された。
- 快速「レギオナルエクスプレス(REX)」
2015年以前は、ズヴォレン発バンスカー・ビストリツァ行の片道1本のみが運行していた。
2016年度に、ズリーフレニー・ヴラク(Zr)および特急エクスプレス(Ex)のジリナ以南を統合し、ジリナ - ヴルートキ - バンスカー・ビストリツァ間に2時間に1本の運行なった。ヴルートキ以北は180号線に直通していた。2016年末に、リーフリク(R)に格上げとなった。

## 駅一覧
以下では、スロバキア国鉄170号線の駅と営業キロ、停車列車、接続路線などを一覧表で示す。
- 種別
  - R：特急「リーフリク」
  - RR：特急「区間リーフリク」
  - REX：快速「レギオナルエクスプレス」
  - Os：普通
- 停車駅
  - ■印：全列車停車
  - ●印：一部通過
  - ↓○印：コシツェ方面行停車、プラハ方面行通過
  - ｜印：全列車通過

| 路線名 | 駅名                               | 駅間営業キロ | 累計営業キロ       | 累計営業キロ         | 累計営業キロ         | Ex | R  | Os | 接続路線                                                                                                   | 所在地                     | 所在地                         |
| ------ | ---------------------------------- | ------------ | ------------------ | -------------------- | -------------------- | -- | -- | -- | --- | -------------------------- | ------------------------------ |
| 170    | ズヴォレン旅客駅                   | -            | ズヴォレンから 0.0 |                      |                      |    | ■  | ■  | 150号線（ブラチスラヴァ方面） 153号線（シャヒ方面）、160号線（ルチェネツ方面） 171号線（クレムニツァ方面） | バンスカー・ビストリツァ県 | ズヴォレン郡                   |
| 170    | ズヴォレン町駅                     | 1.2          | 1.2                |                      |                      |    | ■  | ■  | | バンスカー・ビストリツァ県 | ズヴォレン郡                   |
| 170    | スリャチ・クーペレ駅               | 4.7          | 5.9                |                      |                      |    | ■  | ■  | | バンスカー・ビストリツァ県 | ズヴォレン郡                   |
| 170    | ヴェリカー・ルーカ駅               | 1.8          | 7.7                |                      |                      |    | ○  | ■  | | バンスカー・ビストリツァ県 | ズヴォレン郡                   |
| 170    | フロンセク駅                       | 2.1          | 9.8                |                      |                      |    | ○  | ■  | | バンスカー・ビストリツァ県 | バンスカー・ビストリツァ郡     |
| 170    | ヴルカノヴァー駅                   | 2.4          | 12.2               |                      |                      |    | ○  | ■  | | バンスカー・ビストリツァ県 | バンスカー・ビストリツァ郡     |
| 170    | ラドヴァニ駅                       | 5.8          | 18.0               |                      |                      |    | ○  | ■  | | バンスカー・ビストリツァ県 | バンスカー・ビストリツァ郡     |
| 170    | バンスカー・ビストリツァ町駅       | 2.0          | 20.0               |                      |                      |    | ■  | ■  | | バンスカー・ビストリツァ県 | バンスカー・ビストリツァ郡     |
| 170    | バンスカー・ビストリツァ駅         | 1.4          | 21.4               | ビストリツァから 0.0 |                      |    | ■  | ■  | 172号線（ブレズノ方面）                                                                                    | バンスカー・ビストリツァ県 | バンスカー・ビストリツァ郡     |
| 170    | コスチヴャルスカ駅（休止中）       |              |                    | (5.4)                |                      |    | ｜ |    | | バンスカー・ビストリツァ県 | バンスカー・ビストリツァ郡     |
| 170    | ウリャンカ駅（休止中）             |              |                    | (12.0)               |                      |    | ｜ |    | | バンスカー・ビストリツァ県 | バンスカー・ビストリツァ郡     |
| 170    | ハルマネツ駅（休止中）             |              |                    | (17.6)               |                      |    | ｜ |    | | バンスカー・ビストリツァ県 | バンスカー・ビストリツァ郡     |
| 170    | ドルニー・ハルマネツ駅（休止中）   |              |                    | (19.7)               |                      |    | ｜ |    | | バンスカー・ビストリツァ県 | バンスカー・ビストリツァ郡     |
| 170    | ハルマネツ・ヤスキニャ駅（休止中） |              |                    | (26.3)               |                      |    | ｜ |    | | バンスカー・ビストリツァ県 | バンスカー・ビストリツァ郡     |
| 170    | チレモシネー駅（休止中）           |              |                    | (33.0)               |                      |    | ｜ |    | | ジリナ県                   | トゥルチャンスケ・テプリツェ郡 |
| 170    | ホルナー・シトゥブニャ村駅         | 39.2         | 60.6               | 39.2                 |                      |    | ｜ | ■  | | ジリナ県                   | トゥルチャンスケ・テプリツェ郡 |
| 170    | トゥルチャンスケ・テプリツェ駅     | 3.4          | 64.0               | 42.6                 | ブダペストから 281.6 |    | ■  | ■  | 171号線（クレムニツァ方面）                                                                                | ジリナ県                   | トゥルチャンスケ・テプリツェ郡 |
| 170    | ヂヴャキ駅                         | 1.4          | 65.4               |                      | 283.0                |    | ｜ | ■  | | ジリナ県                   | トゥルチャンスケ・テプリツェ郡 |
| 170    | マリー・チェプチーン駅             | 3.3          | 68.7               |                      | 286.3                |    | ｜ | ■  | | ジリナ県                   | トゥルチャンスケ・テプリツェ郡 |
| 170    | ヤゼルニツァ駅                     | 2.6          | 71.3               |                      | 288.9                |    | ｜ | ■  | | ジリナ県                   | トゥルチャンスケ・テプリツェ郡 |
| 170    | クラーシトル・ポド・ズニェヴォム駅 | 3.5          | 74.8               |                      | 292.4                |    | ｜ | ■  | | ジリナ県                   | マルチン郡                     |
| 170    | プリーボヴツェ・ラコヴォ駅         | 4.6          | 79.4               |                      | 297.0                |    | ｜ | ■  | | ジリナ県                   | マルチン郡                     |
| 170    | コシチャニ・ナド・トゥルツォム駅   | 4.4          | 83.8               |                      | 301.4                |    | ｜ | ■  | | ジリナ県                   | マルチン郡                     |
| 170    | マルチン駅                         | 4.1          | 87.9               |                      | 305.5                | ■  | ■  | ■  | | ジリナ県                   | マルチン郡                     |
| 170    | プリェコパ駅                       | 3.8          | 91.7               |                      | 309.3                | ｜ | ｜ | ●  | | ジリナ県                   | マルチン郡                     |
| 170    | ヴルートキ駅                       | 2.7          | 94.4               |                      | 312.0                | ■  | ■  | ■  | 180号線（ブラチスラヴァ/プラハ方面、コシツェ方面）                                                         | ジリナ県                   | マルチン郡                     |